# Fado Lusitano
Fado Lusitano é um filme português de 1995, dirigido por Abi Feijó.

## Sinopse
Portugal sente-se um pequeno país na cauda da Europa. Tem um coração errante, um espírito aventureiro, uma alma amargurada e um corpo obediente.

## Elenco
- Mário Viegas … 	Narrador (voz)

## Festivais e Prémios
- Festival de Animação de Annecy 1997 (França) - Prémio Jules Cherêt (melhor cartaz de Animação)
- Cinanima 1995 (Portugal) - Prémio Alves Costa (Prémio da Crítica)[1]
- Festival de Larissa 1996 (Grécia) - Prémio da Crítica[1]
- Jornada de Cinema da Bahia 1996 (Brasil) - Tatu de Prata para Melhor Montagem
- Animateruel-Teruel 1995 (Espanha) - Primeiro Prémio[1]
- FICA - Festival Internacional de Cinema do Algarve 1996 (Portugal) - Prémio Júri Jovem
- Festival de Badajoz 1996 - 2º Prémio[1]
- Festival de Cinema do Uruguai 1996 - 1º Prémio (Curtas Metragens)